# Basiliolella colurnus
Basiliolella colurnus är en armfotingsart som först beskrevs av Hedley 1905.  Basiliolella colurnus ingår i släktet Basiliolella och familjen Basiliolidae. Inga underarter finns listade i Catalogue of Life.